# Фігури травлення
Фігури травлення (рос. фигуры травления, англ. etch pattern, нім. Ätzungfiguren f pl) — заглиблення, що виникають на границях зерен, на гранях кристалу, при його травленні (роз'їданні). Ці фігури мають геометричні обмеження. Вони допомагають вирішувати питання про симетрію кристалу і його граней, бо підпорядковуються симетрії кристалу. Ф.т. виникають при дії слабких розчинників і надають граням матового блиску. У випадку, коли ці фігури дуже дрібні та їх не можна вивчити навіть під мікроскопом, про симетрію кристалу складають уявлення за астеризмом (формою світлових фігур).

## Інтернет-ресурси
- Icnrno SuNacew.r, Geological Suraey of Japan, Hisamato-cho 135, Kauasaki, Japan.MECHANISM OF NATURAL ETCHING OF HEMATITE CRYSTALS